# Коррес, Манолис
Манолис Коррес (греч. Μανώλης Κορρές; род. 1948, Афины) — греческий архитектор, профессор архитектуры и градостроительства Афинского национального технического университета, руководитель реставрационных работ на Афинском акрополе на современном этапе.
Манолис Коррес неоднократно получал гранты Министерства образования Греции, Немецкой службы академического обмена (DAAD), Немецкого археологического института (DAI), Принстонского университета, Программы Фулбрайта. Преподавал в греческих и зарубежных вузах. Автор 8 книг и более 80 научных публикаций. Выставки его рисунков состоялись в 7 странах.

## Восстановление Акрополя
Многолетние исследования Манолиса Корреса посвящены изучению истории Акрополя с момента сооружения (древнегреческие строительные приёмы, механизмы, посредством которых осуществлялось строительство и т. д.) и обнаружению ошибок реставрационных работ конца XIX — начала XX века. Оказалось, что Николаос Баланос, руководивший реставрацией на рубеже XIX—XX вв., всё внимание уделял главной цели — возведению из руин Парфенона, при этом не предпринимая попыток вернуть блоки на их первоначальное место. Кроме того, Манолис Коррес создал серию подробных рисунков, схем и объёмных моделей памятников Акрополя.
Некоторые исследования Корреса коренным образом изменили представление об античных древностях Акрополя. В частности, ему принадлежит детальное исследование кривизны Парфенона. Учёный доказал, что колонны не стоят перпендикулярно основанию, а наклонены под небольшим углом к внутренней части. Современные подсчёты доказывают, что колонны восточного и западного фасадов Парфенона, если их высоту увеличить, объединились бы на высоте 5 000 метров от уровня пола храма. Кроме того, платформа, на которой стоят колонны — стилобат — при созерцании кажется горизонтальной, но в действительности она несколько приподнята внутри. Этот приём также может служить и чисто практическим целям. Например, во время сильного ливня форма стилобата позволяла воде быстро вытекать из храма. Обычному наблюдателю кажется, что и колонны имеют одинаковую толщину, однако колонны, расположенные в углах здания, толще других.
Также Манолис Коррес — автор революционной идеи возрождения Акрополя не только как памятника античного искусства, но и с воспроизведением его дальнейшей истории. Так, он объявил о намерении воссоздать внутри Парфенона фрагменты апсиды христианской эпохи и мечети османской эры.

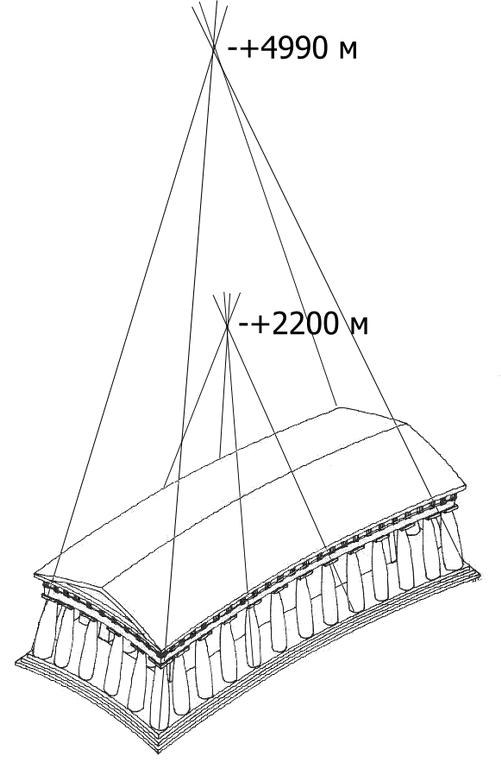
Гиперболическая схема кривизны Парфенона по Манолису Корресу

## Основные работы
- M. Korres From Pentelicon to the Parthenon. — Melissa, 1995. — 128 с. — ISBN 978-9602040171
- M. Korres The Stones of the Parthenon. — J. Paul Getty Museum, 2000. — 69 с. — ISBN 978-0-89236-607-1
- Manolēs Korrēs, Charalampos Bouras Athens: from the Classical period to the present day (5th century B.C.-A.D. 2000). — Oak Knoll Press, 2003. — 521 с. — ISBN 978-1-58456-091-3
- Μανόλης Κορρές Εκτέλεση περιεχομένο και αξία των χαρτών της Αττικής του Κάουπερτ. — Μέλισσα, 2008. — 118 с. — ISBN 9789602042922
- Μανόλης Κορρές Αττικής οδοί. Αρχαίοι δρόμοι της Αττικής. — Μέλισσα, 2009. — 272 с. — ISBN 978-960-204-294-6

## Награды
- бронзовая медаль Афинской академии
- серебряная медаль Французской академии архитектуры
- орден Феникса[2]
- Премия Фельтринелли (2013)